# Reckitt (Unternehmen)

Historisches Logo

Logo bis 2021

Reckitt (offiziell: Reckitt Benckiser Group plc ['rɛ.kɪt 'bɛn.kizər] (anhörenⓘ)) ist ein börsennotierter Hersteller von Reinigungsprodukten und Haushaltswaren. Der Hauptsitz befindet sich in Slough, westlich von London.
Das Unternehmen ist in über 60 Ländern tätig. Im deutschsprachigen Raum sitzen die Niederlassungen für Deutschland in Heidelberg, für Österreich in Wien und für die Schweiz in Wallisellen.

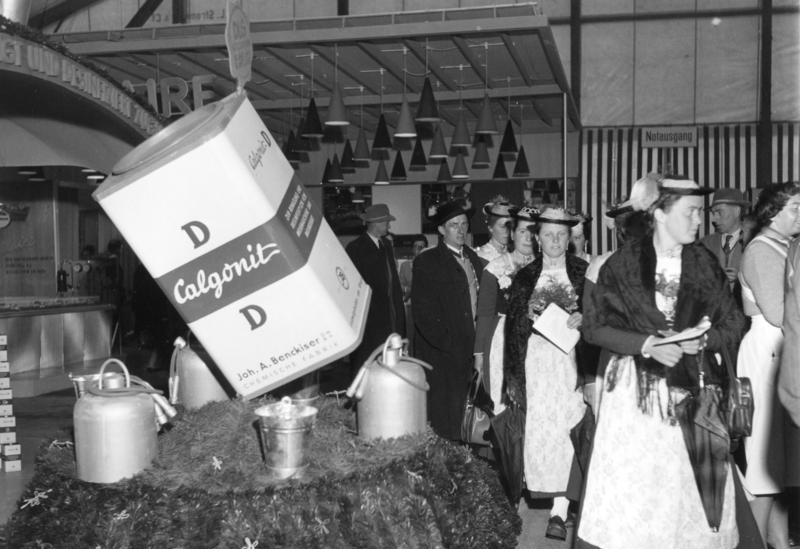
Vorstellung des Produktes Calgonit auf der DLG-Landwirtschaftsausstellung 1955 in München

## Unternehmensgeschichte
Reckitt Benckiser entstand 1999 durch eine Fusion des britischen börsennotierten Unternehmens Reckitt & Colman mit dem seit 1997 an der Amsterdamer Börse notierten niederländischen Unternehmen Benckiser. Die deutsche Familie Reimann, auf deren Familienunternehmen Joh. A. Benckiser GmbH der Name Benckiser zurückging, wurde nach der Fusion Hauptaktionär der kombinierten Gruppe mit zunächst rund 25 % der Aktien. Die Familie hat sukzessive ihre Anteile veräußert und hielt Ende 2018 über ihre Familienholding, JAB Holding, nur noch 0,7 %.
Das Unternehmen Colman war 1814 durch Jeremiah Colman in Norwich, England, in Form einer Getreidemühle gegründet worden. Johann Adam Benckiser gründete 1823 in Pforzheim eine Salmiakhütte. Isaac Reckitt betrieb eine Mühle in Hull, England im Jahr 1840.
1938 fusionierten Reckitt & Sons mit J&J Colman und das Unternehmen Reckitt & Colman Ltd. entstand. Im Jahr 1999 fusionierten Reckitt & Colman und Benckiser zu Reckitt Benckiser. 2005 erwarb Boots die OTC-Pharmaaktivitäten.
2007 verkaufte Reckitt sein deutsches Geschäft mit verschreibungspflichtigen Hautcremes (Hermal) für 375 Mio. Euro an den spanischen Arzneimittelhersteller Almirall. 2010 erwarb Reckitt Benckiser den britischen Konsumgüterhersteller SSL International mit den Marken wie Durex und Scholl. Im Jahr 2012 kaufte Reckitt Benckiser den Nahrungsergänzungsmittelhersteller Schiff Nutrition für 1,4 Milliarden US-Dollar. 2017 verkaufte Reckitt Benckiser seine Lebensmittelsparte an den US-amerikanischen Gewürzhersteller McCormick & Company.
Seit März 2021 tritt das Unternehmen öffentlich unter dem verkürzten Namen Reckitt auf, nachdem zuvor seit 2014 dem Branding RB der Vorzug gegenüber dem vollständigen Unternehmensnamen gegeben worden war.

## Marken
Dies ist eine Liste von Marken, die dem Konzern gehören. Nicht alle Marken werden in jedem Land verkauft und das gleiche Produkt wird in einem anderen Land teilweise auch unter anderem Markennamen verkauft: Sagrotan wird in der Schweiz und im Vereinigten Königreich beispielsweise als Dettol, in den USA als Lysol vermarktet.
| - Aerogard - Air Wick - Amphyl - Bonjela - Brasso - Calgon - Calgonit/Finish - Cattlemen’s - Ceraclen (Deutschland, Österreich) - Chore Boy (an Prestige) - Cillit - Cillit Bang - Clean and Smooth - Clearasil - Cling - Cling Free - d-Con - Dettol - dip-it - Disprin - Dobendan - Dolo-Dobendan - Durex - Easy-Off - Easy On - Electrasol - Finish - Frank’s Red Hot - French’s Foods | - Geruchs-Stop/Odor-Stop - Gaviscon - Glass Magic - Glass Mates - Glass Plus - Glassex - Glen 20 Disinfectant - Harpic (seit 2008 in Deutschland, Schweiz) - Harpic Max - Hoffmann’s (Deutschland, Österreich) - Jet-Dry - Jontex - Kukident - Lemsip - Lewis Red Devil - Lime-A-Way - Lysol - Masterpiece Metalist - MegaRed - Mop & Glo - Mortein - Mr. Sheen - Mucinex - Nurofen - Neutra-Air - Noxon - Olla - Old English | - Optrex - Perk - Pine O Cleen - Precision Blend - Resolve - Rid-X - Sagrotan - Sani-Flush - Scholl - Sipuro - Senokot - Spray ’n Starch - Spray ’n Wash - Strepsils - Suboxone / Subutex (Substitutionsmittel zur Behandlung der Opioidabhängigkeit) - Vanish - Vani-Sol - Veet - Vitroclen - Vivid - Wenol (Metall-Polierprodukt, verkauft in Deutschland) - Wizard - Woolite - Yes - Zud |